# آنتاناندهیبه
آنتاناندهیبه (به لاتین: Antanandehibe) یک منطقهٔ مسکونی در ماداگاسکار است که در آتسینانانا واقع شده‌است. آنتاناندهیبه ۱۰٬۷۵۶ نفر جمعیت دارد و ۶۲۶ متر بالاتر از سطح دریا واقع شده‌است.